# Mecklenburgische III
| Mecklenburgische III    | Mecklenburgische III             | Mecklenburgische III             |
| ----------------------- | -------------------------------- | -------------------------------- |
| Nr. 19 ZWEIHUNDERT      |                                  |                                  |
| Nummerierung:           | 12–23                            | 24–30                            |
| Anzahl:                 | 12                               | 7                                |
| Hersteller:             | Hartmann, Chemnitz               | Hartmann, Chemnitz               |
| Baujahr(e):             | 1864+1866                        | 1869                             |
| Ausmusterung:           | 1901–1910                        | 1903–1910                        |
| Bauart:                 | 1B n2                            | 1B n2                            |
| Spurweite:              | 1435 mm                          | 1435 mm                          |
| Länge über Puffer:      | 13.750 mm                        | 13.750 mm                        |
| Höhe:                   | 4125 mm                          | 4125 mm                          |
| Gesamtradstand:         | 4395 mm                          | 4395 mm                          |
| Radstand mit Tender:    | 9989 mm                          | 9989 mm                          |
| Leermasse:              | 31,30 t                          | 31,30 t                          |
| Dienstmasse:            | 33,90 t                          | 33,90 t                          |
| Reibungsmasse:          | 22,80 t                          | 22,80 t                          |
| Radsatzfahrmasse:       | 11,40 t                          | 11,40 t                          |
| Höchstgeschwindigkeit:  | 90 km/h                          | 90 km/h                          |
| Kuppelraddurchmesser:   | 1870 mm                          | 1870 mm                          |
| Laufraddurchmesser:     | 1065 mm                          | 1065 mm                          |
| Steuerungsart:          | Stephenson                       | Stephenson                       |
| Zylinderanzahl:         | 2                                | 2                                |
| Zylinderdurchmesser:    | 407 mm                           | 407 mm                           |
| Kolbenhub:              | 560 mm                           | 560 mm                           |
| Kesselüberdruck:        | 7,31 bar 8,04 bar                | 8,77 bar                         |
| Anzahl der Heizrohre:   | 188                              | 188                              |
| Heizrohrlänge:          | 3111 mm                          | 3311 mm                          |
| Rostfläche:             | 1,25 m²                          | 1,25 m²                          |
| Strahlungsheizfläche:   | 7,78 m²                          | 7,78 m²                          |
| Rohrheizfläche:         | 71,64 m²                         | 77,62 m²                         |
| Verdampfungsheizfläche: | 79,42 m²                         | 84,40 m²                         |
| Bremse                  | Druckluftbremse Bauart Schleifer | Druckluftbremse Bauart Schleifer |
| 1.                      |                                  |                                  |

In die Baureihe III ordnete Großherzoglich Mecklenburgische Friedrich-Franz-Eisenbahn Personenzuglokomotiven der Achsfolge 1B der Friedrich-Franz-Eisenbahn ein.

## Geschichte
Mit der Inbetriebnahme der Strecke Güstrow-Neubrandenburg wurde die Beschaffung von Lokomotiven erforderlich, die die Steigungen durch die Mecklenburgischen Schweiz problemlos bewältigen konnten. Die bisherigen Lokomotiven der Bauart 1A1 (die späteren Gattungen I und II) reichten nicht mehr aus.
Die Friedrich-Franz-Eisenbahn kaufte deshalb in drei Serien 1864, 1866 und 1869 von Richard Hartmann aus Chemnitz 19 Lokomotiven mit der Achsfolge 1B. Die Lokomotiven wurden nach norddeutschen Städten benannt. Zwei Lokomotiven erhielten wegen ihrer Fabriknummer die Namen ZWEI HUNDERT und VIER HUNDERT. Die Lokomotiven waren bis nach der Jahrhundertwende im Einsatz. Die Ausmusterung erfolgte von 1903 bis 1911.

## Konstruktive Merkmale
Die Lokomotiven besaßen einen innenliegenden Gabelrahmen. Der Langkessel hatte drei Schüsse. Auf dem mittleren Schuss saß ein großer Dampfdom, der die gleiche Höhe hatte wie der kurze zylindrische Schornstein. Der Dom war mit Messingringen verziert. Der Stehkessel war mit einem Sicherheitsventil in einem Ventilaufsatz versehen.
Das Zweizylinder-Nassdampftriebwerk war außenliegend. Die Schieberkästen und die Stephenson-Steuerung waren innenliegend. Die waagerecht angeordneten Zylinder arbeiteten auf die erste Kuppelachse.
Die Kuppelachsen waren mittels obenliegenden Blattfedern abgefedert. Ein Ausgleichshebel in Höhe der Achslager verband die beiden Federn. Bei der letzten Lieferserie von 1869 waren die Blattfedern unterhalb der Kuppelachslager angeordnet. Bei der Laufachse befand sich das Blattfederpaket über dem Rahmen.
Die Lokomotiven verfügten über eine Druckluftbremse Bauart Schleifer. Der Sandkasten befand sich vor der ersten Treibachse und sandete diese von vorn.
Die Maschinen wurden mit Tendern der Bauart 3T 7,9 eingesetzt.